# Bujoru
Bujoru é uma comuna romena localizada no distrito de Teleorman, na região de Muntênia. A comuna possui uma área de 33.64 km² e sua população era de 1767 habitantes segundo o censo de 2007.